# Mr. Grex of Monte Carlo
Mr. Grex of Monte Carlo er en amerikansk stumfilm fra 1915 af Frank Reicher.

## Medvirkende
- Theodore Roberts som Mr. Grex.
- Dorothy Davenport.
- Carlyle Blackwell som Richard Lane.
- James Neill som Herr Selingman.
- Horace B. Carpenter som Pitou.